# Сосновский, Юзеф
Ю́зеф Сосно́вский (пол. Józef Sosnowski, ум. 1783) — государственный деятель Речи Посполитой, писарь польный литовский в 1764—1771 годах, воевода смоленский в 1771—1775 годах, гетман польный литовский в 1775—1780 годах, воевода полоцкий с 1781 года, маршалок элекционного сейма 1764 года.

## Биография
Юзеф Сосновский происходил из шляхетского рода Сосновских герба Наленч. Сын Мартина Сосновского и Теофилы Крушинской. Юзеф Сосновский был женат на Текле Деспот-Зенович, с которой имел двух дочерей, Катажину и Людвику. Вступив в литовское войско, связал себя с партией кандидата на престол Адама Чарторыйского и его двоюродного брата, будущего короля Станислава Понятовского. Благодаря поддержке Чарторыйских стал послом от Холмщины на сейм, а затем был выбран маршалком элекционного сейма и сыграл важную роль в выборах последнего правителя Речи Посполитой.
Вскоре после этого — в качестве награды за верность — получил должность писаря польного литовского, затем в 1771 году стал воеводой смоленским, а через 10 лет — воеводой полоцким.
Считая себя магнатом, постоянно стремился к приумножению своих владений, хотя таковым не был.
В 1775 году королевским привилеем был назначен гетманом польным литовским. Через 5 лет отказался от должности в пользу Людвика Тышкевича.
Вошел в историю благодаря отказу дать согласие на брак своей дочери Людвики с Тадеушем Костюшко. Первоначально, Юзеф Сосновский всячески содействовал Костюшко, помог с поступлением в элитный Корпус кадетов. Кроме того, оказывал ему многие услуги, часто принимая в качестве гостя в родовом поместье Сосновица. Но когда между молодыми людьми возникли чувства, писарь польный на просьбу Костюшко выдать за него дочь, ответил: «Голубка сизокрылая — не для воробья, а дочь магнатская — не для мелкого шляхтича». Мужем Людвики стал выбранный отцом богатый князь Юзеф Любомирский.
В 1762 году стал кавалером ордена Белого Орла, а в 1765 году был награждён орденом Святого Станислава.